# The Red-Haired Alibi
The Red-Haired Alibi és un llargmetratge estatunidenc produït per Tower Productions i dirigit per Christy Cabanne i produït per Sigmund Neufeld. Estrenada el 15 d'octubre de 1932, la pel·lícula es basava en una novel·la homònima escrita per Wilson Collison. És el primer llargmetratge que inclou l'actriu infantil Shirley Temple als crèdits.

## Argument
Una jove, la Lynn Monith, arriba a Manhattan i és utilitzada per l'agradable i encantador Trent Travers com a acompanyant. Amb el temps s'assabenta que en Travers és un gàngster. Després que els seus crims esdevinguin en un assassinat, la policia la insta a deixar-lo per protegir-se ella mateixa. Construeix una nova vida a White Plains i es casa amb en Bob Shelton, un vidu amb una filla de quatre anys, la Gloria. No obstant això, una nit, la Lynn deixa en Bob a l'Estació Central de Manhattan, i és descoberta per en Travers, que amenaça amb revelar el seu passat a menys que li doni una gran suma perquè pugui marxar del país.
La nit següent, la Lynn es troba amb en Travers en un restaurant, tal com havien concertat, però ella es nega a pagar, li dispara una pistola i fuig. Travers és trobat mort a trets poc després. Un cambrer va escoltar part de la seva conversa i informa la policia. La policia interroga a la Lynn a casa seva i aquesta confessa i entrega l'arma. Tanmateix, la bala que va matar Travers va ser disparada amb una pistola d'un calibre diferent i la policia s'adona que la Lynn és innocent.

## Repartiment
- Merna Kennedy com Lynn Monith
- Theodore von Eltz com Trent Travers
- Grant Withers com Bob Shelton
- Purnell Pratt com Inspector Regan
- Huntley Gordon com Capità Kent
- Fred Kelsey com Detectiu Corcoran
- Arthur Hoyt com Henri
- Paul Porcasi com Margoli
- Shirley Temple com Gloria Shelton